# نابجایی
در علم مواد، یک نابجایی (Dislocation) یا نابجایی تیلور یک نقص کریستالوگرافی خطی یا بی‌نظمی درون ساختار کریستالی است که تغییرات ناگهانی در چیدمان اتم‌ها را شامل می‌شود. حرکت نابجایی‌ها به اتم‌ها این امکان را می‌دهد که در سطوح فشار پایین روی یکدیگر بلغزند. این پدیده به عنوان لغزش شناخته می‌شود. نظم کریستالی در هر دو طرف یک نابجایی لغزشی بازیابی می‌شود، اما اتم‌ها در یک طرف به اندازهٔ یک موقعیت جابه‌جا شدند. نظم کریستالی در یک نابجایی ناقص به‌طور کامل بازیابی نمی‌شود. یک نابجایی، مرز بین نواحی لغزیده و لغزیده‌نشدهٔ مواد را تعریف می‌کند. در نتیجه باید یک حلقهٔ کامل تشکیل دهد یا به لبه‌های کریستال امتداد یابد. یک نابجایی می‌تواند با فاصله و جهت حرکتی که به اتم‌ها وارد می‌کند مشخص شود که به عنوان بردار برگرز تعریف می‌شود.
دو نوع اصلی نابجایی‌ها عبارت اند از: نابجایی‌های سسیل (sessile) که غیرقابل حرکت هستند و نابجایی‌های گلیسیل (glissile) که قابل حرکت هستند. دو نوع اصلی از نابجایی‌های حرکتی شامل نابجایی‌های پیچشی (Screw dislocation) و نابجایی‌های لبه‌ای (Edge dislocation) هستند.
نابجایی‌های لبه‌ای می‌توانند به صورت توقف یک صفحه از اتم‌ها در وسط کریستال تصور شوند. در این حالت، صفحات اطراف مستقیم نیستند، بلکه به دور لبه صفحهٔ خاتمه یافته خم می‌شوند به طوری که ساختار کریستالی در هر دو طرف به‌طور کامل مرتب است.

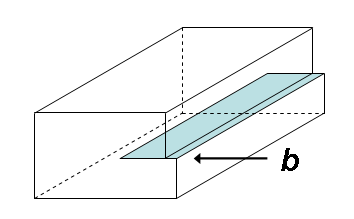
یک نابجایی لبه‌ای (b = بردار برگرز)

## تاریخچه
نظریه‌ای که میدان‌های الاستیک عیوب را توصیف می‌کند، نخستین بار توسط ویتو ولترا در سال ۱۹۰۷ میلادی توسعه داده شد. اصطلاح «نابجایی» که به یک نقص در مقیاس اتمی اشاره دارد توسط جی.آی. تیلور در سال ۱۹۳۴ میلادی ابداع شد.
پیش از دههٔ ۱۹۳۰ میلادی، یکی از چالش‌های پایدار علم مواد توضیح پلاستیسیته در مقیاس میکروسکوپی بود.

## مکانیزم‌ها
یک نابجایی، یک نقص خطی درون یک ساختار بلوری است که شامل تغییر ناگهانی در چیدمان اتم‌ها می‌باشد. نظم کریستالی در هر دو طرف یک نابجایی بازسازی می‌شود، اما اتم‌ها در یک طرف جابه‌جا شده یا لغزیده‌اند. نابجایی مرز بین نواحی لغزیده و نلغزیده را تعریف می‌کند و نمی‌توانند درون یک شبکه به پایان برسند و باید یا به لبهٔ آزاد امتداد یابند یا یک حلقه درون کریستال تشکیل دهند. یک نابجایی می‌تواند توسط فاصله و جهت حرکتی که به اتم‌ها در شبکه وارد می‌کند مشخص شود که به آن بردار برگرز گفته می‌شود.
نابجایی‌های متحرک با نام گلیسیل (Glissile) و نابجایی‌های غیرمتحرک با نام سسیل (Sessile) شناخته می‌شوند. حرکت نابجایی‌های متحرک اجازه می‌دهد که اتم‌ها در سطوح تنش پایین روی یکدیگر بلغزند که این پدیده به نام لغزش یا حرکت شناخته می‌شود. حرکت نابجایی‌ها ممکن است توسط عناصر دیگر درون کریستال تقویت یا ممانعت شود و در طول زمان این عناصر ممکن است به نابجایی‌ها نفوذ کنند و یک جو کاترل (Cottrell atmosphere)تشکیل دهند. گیر کردن و آزاد شدن از این عناصر برخی رفتارهای عجیب در تغییر شکل فولادها را توضیح می‌دهد.
به نظر می‌رسد نابجایی‌ها به عنوان یک موجودیت جداگانه درون یک مادهٔ کریستالی رفتار می‌کنند، به طوری که برخی انواع نابجایی‌ها می‌توانند از طریق ماده حرکت کنند، خم شوند، انعطاف‌پذیر باشند و شکل خود را تغییر دهند و با نابجایی‌های دیگر و ویژگی‌های درون کریستال تعامل داشته باشند. نابجایی‌ها توسط تغییر شکل یک مادهٔ کریستالی مانند فلزات ایجاد می‌شوند، که می‌تواند باعث شود آن‌ها از سطوح شروع شوند، به ویژه در تمرکزهای تنش یا درون ماده در عیوب و مرز دانهها.
تعداد و چیدمان نابجایی‌ها موجب بروز بسیاری از خواص فلزات مانند چکش‌خواری، سختی و استحکام تسلیم می‌شود.

## انواع نابجایی
- - نابجایی لبه‌ای

اگر یک نیم صفحه از اتم‌ها را در بین صفحات اتمی یک کریستال وارد کنیم موجب تغییر موقعیت اتم‌های اطرافش می‌گردد. به چنین خرابی‌ای، نابجایی لبه‌ای گفته می‌شود.
در نابجایی لبه‌ای، بردار برگرز به خط نابجایی عمود است و در داخل صفحهٔ لغزش نابجایی قرار دارد.
- - نابجایی پیچی

نابجایی لبه‌ای (چپ) و نابجایی پیچی (راست)

نابجایی پیچی را می‌توان با برش یک بلور در یک صفحه و لغزش نیمی از آن به سمت دیگر با یک بردار شبکه، به طوری که دو نیمه بدون ایجاد نقص دوباره به هم می‌چسبند، تصور کرد. اگر برش تنها بخشی از بلور را قطع کند، مرز برش یک نابجایی پیچی (screw dislocation) است. در نابجایی‌های پیجی، بردار برگرز با خط نابجایی موازی است. مرزهای پیچشی می‌توانند تأثیر زیادی بر خواص مکانیکی و الکتریکی بگذارند.
- - نابجایی مختلط

در بسیاری از مواد نابجایی‌ها در جایی پیدا می‌شوند که جهت خطی و بردار برگرز نه برهم عمود و نه موازی هستند، این نابجایی‌ها به نام نابجایی‌های مختلط(Mixed dislocations) نام دارند
- - نابجایی کامل
  - نابجایی جزئی (نابجایی ناقص)

این نابجایی‌ها یک نقص در چینش (Stacking fault) به جا می‌گذارند. این نابجایی دو نوع دارد: نابجایی جزئی فرانک (Frank partial dislocation) و نابجایی جزئی شوکلی (Shockely partial dislocation). نابجایی فرانک، ثابت (Sessile) و شوکلی متحرک (Glissile) است.

## روش‌های تشخیص نابجایی
به‌طور کلی مکانیزم‌های تشخیص نابجایی‌ها به دو دستهٔ زیر تقسیم می‌شوند:
۱) روش‌هایی که بر مبنای واکنش‌های شیمیایی در محل نابجایی‌ها شکل گرفته‌اند.
مانند: روش چال حک - روش تشکیل رسوب در محل نابجایی
۲) روش‌هایی که بر مبنای ساختار فیزیکی در مکان نابجایی عمل می‌کنند.
مانند: میکروسکوپ الکترونی عبوری - استفاده از تفرق اشعهٔ ایکس

### میکروسکوپ نوری بازتابی
اگر بلوری که دارای نابجایی است، در محیطی قرار گیرد که اتم‌ها از سطح جدا شوند، سرعت جدایش اتم‌ها در اطراف محل ظهور نابجایی با مناطق دیگر سطح متفاوت است. اگر سرعت جدایش اتم‌ها در اطراف نابجایی‌ها بیشتر باشد، همان‌طور که در شکل‌های زیر دیده می‌شود، در این محل‌ها حفره‌هایی به وجود می‌آید.
این عکس‌ها، با بزرگنمایی ۵۰۰ برابر، توسط میکروسکوپ نوری بازتابی از نمونه‌های اچ شدهٔ تک‌کریستالهای سیلسیم تهیه شده است:

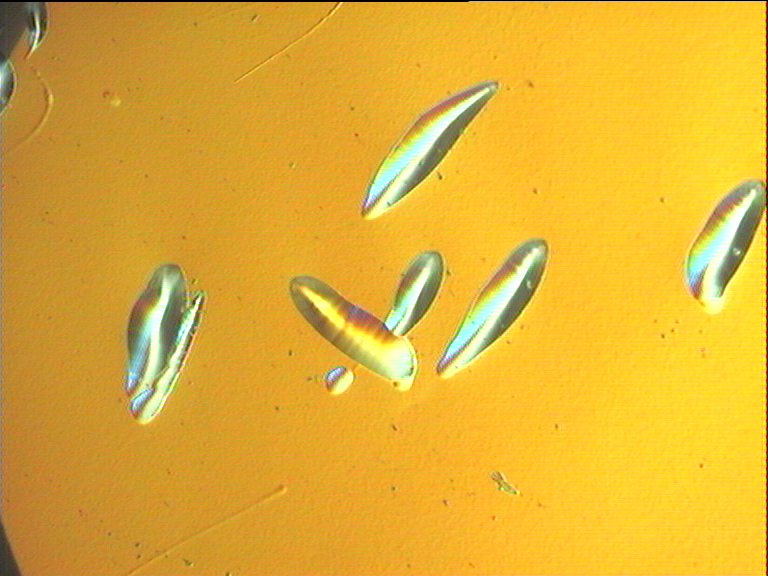
نابجایی در یک بلور سیلسیم، جهت کریستالی [۱۰۰].
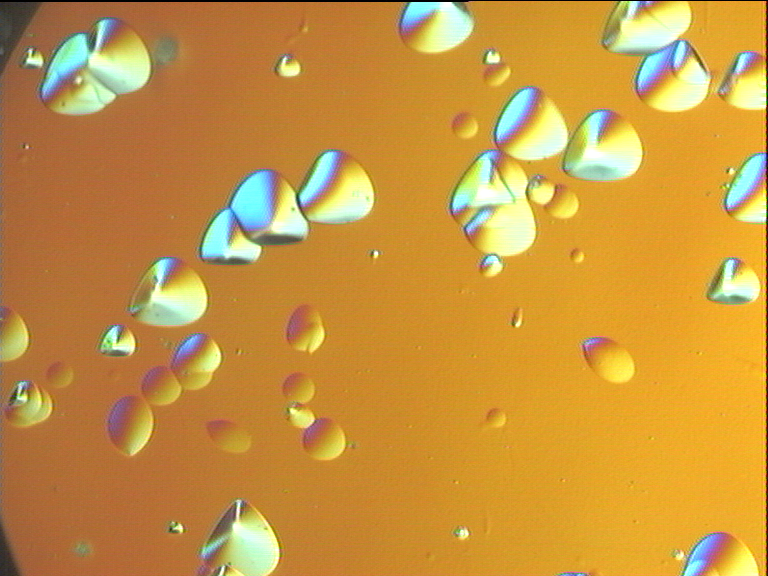
نابجایی در یک بلور سیلسیم، جهت کریستالی [۱۱۱].
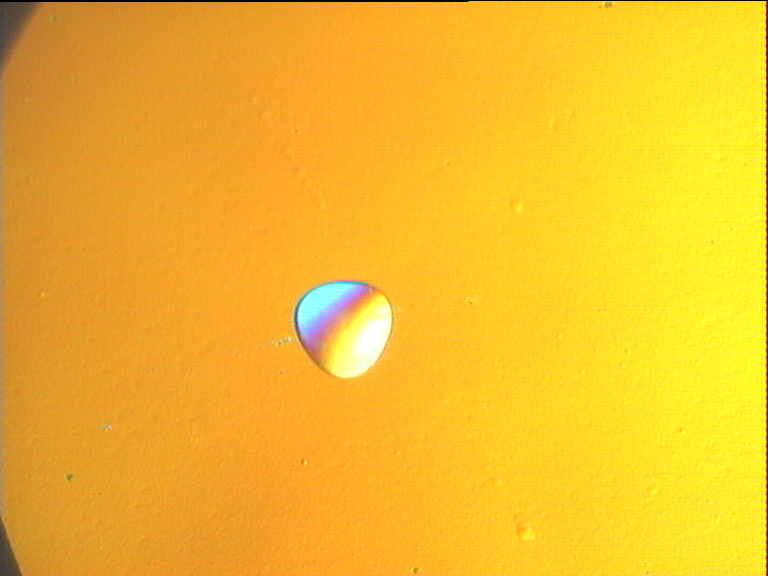
نابجایی در یک بلور سیلسیم، جهت کریستالی [۱۱۱].

### میکروسکوپ الکترونی عبوری

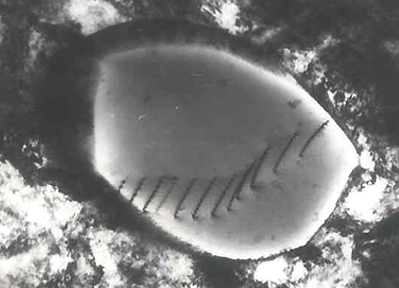
میکروگراف الکترونی انتقالی از نابجایی‌ها

می‌تواند برای مشاهدهٔ نابجایی‌ها درون میکروساختار ماده استفاده شود. فویل‌های نازک از ماده‌ای تهیه می‌شوند که آن‌ها را شفاف کند و اجازه دهند که پرتوی الکترونی میکروسکوپ از آن عبور کند. پرتو الکترونی توسط صفحات منظم شبکهٔ بلوری دچار انحراف می‌شود و الگوی پراش ایجاد می‌شود و کنتراست تصویر به واسطهٔ این پراش تولید می‌شود. نابجایی‌ها ساختار اتمی مجلی متفاوتی دارند و میدان تنشی ایجاد می‌کنند و بنابراین باعث می‌شوند که الکترون‌ها در میکروسکوپ به روش‌های مختلفی پراکنده شوند. به کنتراست مشخص «موجی» خطوط نابجایی‌ها توجه کنید که وقتی از ضخامت ماده عبور می‌کنند در تصویر قابل مشاهده است (نابجایی‌ها در بلور نمی‌توانند پایان یابند و این نابجایی‌ها در سطح‌ها تمام می‌شوند چون تصویر یک برآورد دو بعدی است)

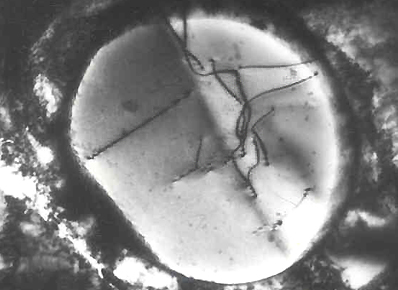
میکروگراف الکترونی انتقالی از نابجایی‌ها

نابجایی‌ها ساختار تصادفی ندارند و ساختار اتمی محلی یک نابجایی توسط بردار برگرز تعیین می‌شود. یکی از کاربردهای بسیار مفید میکروسکوپ الکترونی عبوری در تصویربرداری نابجایی‌ها، توانایی تعیین تجربی بردار برگرز است. تعیین این بردار از طریق آنچه که به آن تجزیه و تحلیل {\displaystyle {\vec {g}}.{\vec {b}}} گفته می‌شود، انجام می‌شود.
در میکروسکوپ برداری میدان تاریک(dark field microscopy) یک نقطهٔ منعطف از الگوی انکسار (diffraction pattern) انتخاب می‌شود تا تصویر تشکیل دهد. تصویر فقط از الکترون‌هایی که از صفحه‌ای که مسئول آن نقطهٔ منعطف است، عبور کرده‌اند، تشکیل می‌شود. برداری که از نقطهٔ منتقل شده به نقطهٔ منعطف، {\displaystyle {\vec {g}}} نامیده می‌شود. تصویر نابجایی‌ها با حاصل ضرب نقطه‌ای این بردار({\displaystyle {\vec {g}}})و بردار برگرز مقیاس بندی می‌شود.
اگر {\displaystyle {\vec {g}}} و {\displaystyle {\vec {b}}} عمود برهم باشند، هیچ سیگنالی از نابجایی نخواهیم داشت و نابجایی در تصویر نمایش داده نمی‌شود؛ بنابراین، با بررسی تصاویر مختلف میدان تاریک که از نقاط مختلف با بردارهای {\displaystyle {\vec {g}}} متفاوت تشکیل شده‌اند، می‌توان بردار برگرز را شناسایی و تعیین کرد.

## نیروها بر نابجایی‌ها
حرکت نابجایی‌ها به عنوان نتیجه‌ای از تنش‌های خارجی وارد بر شبکهٔ بلوری، می‌تواند با استفاده از نیروهای داخلی مجازی که عمود بر خط نابجایی‌ها عمل می‌کنند توصیف شوند. معادلهٔ پیچ_کولر (Peach-Koehler equation) می‌تواند برای محاسبهٔ نیروی وارد بر یک نابجایی به ازای هر واحد طول به عنوان تابعی از بردار برگرز (B)، تنش اعمال شده در سیستم(σ) و بردار جهتی که نیرو به آن وارد می‌شود(s):
{\displaystyle s\times (\sigma \cdot \mathrm {B} )=F}

F نیروی وارد بر هر نابجایی به ازای هر واحد طول است.

## مکانیزم‌های حرکت نابجایی
- صعود نابجایی
- لغزش نابجایی
- لغزش متقاطع
  - لغزش متقاطع ساده
  - لغزش متقاطع مضاعف